# Disjunció columnar
|  | Si cerqueu altres usos, vegeu Columna. |

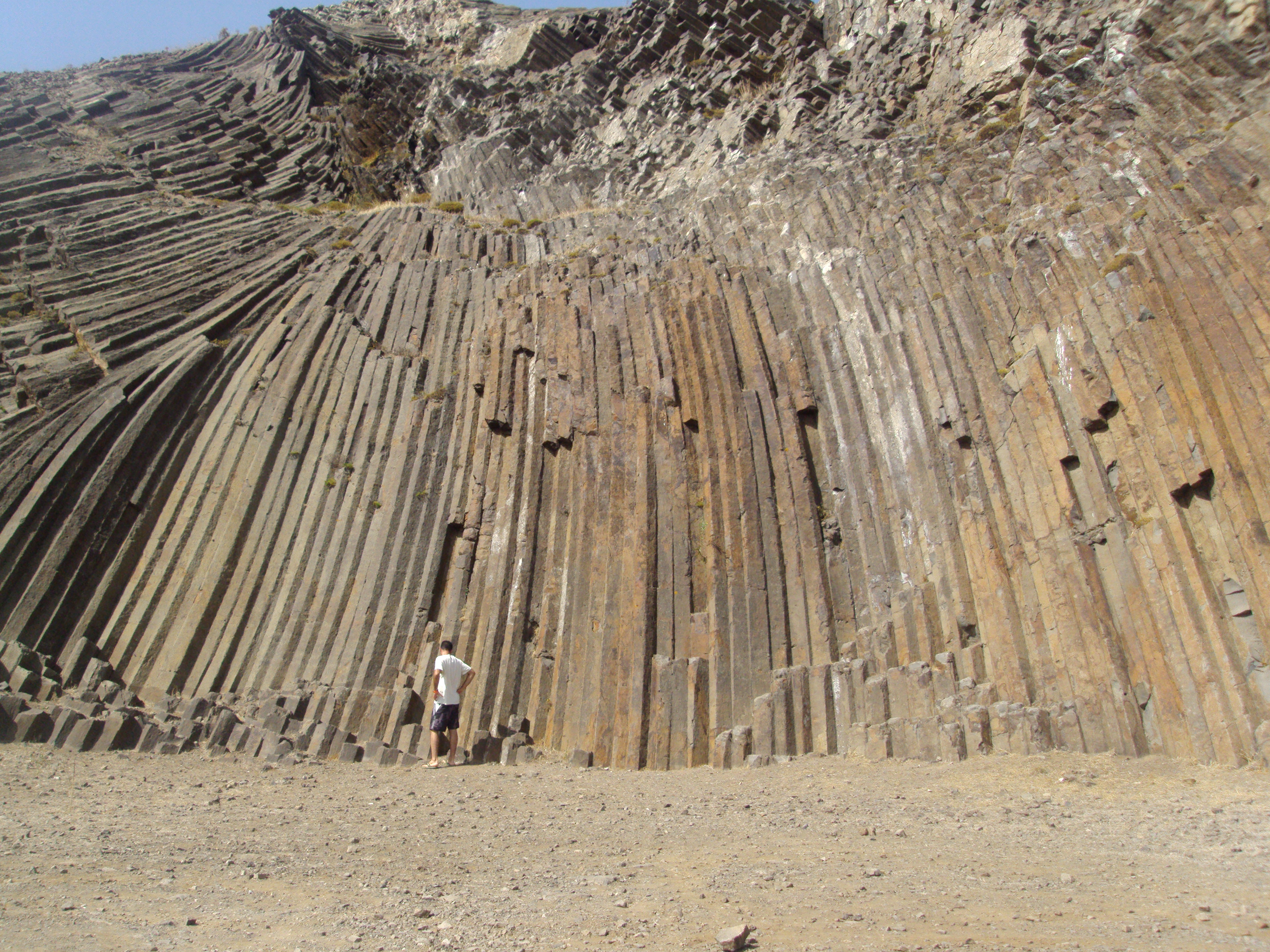
Disjunció columnar en basalts de l'illa Porto Santo.

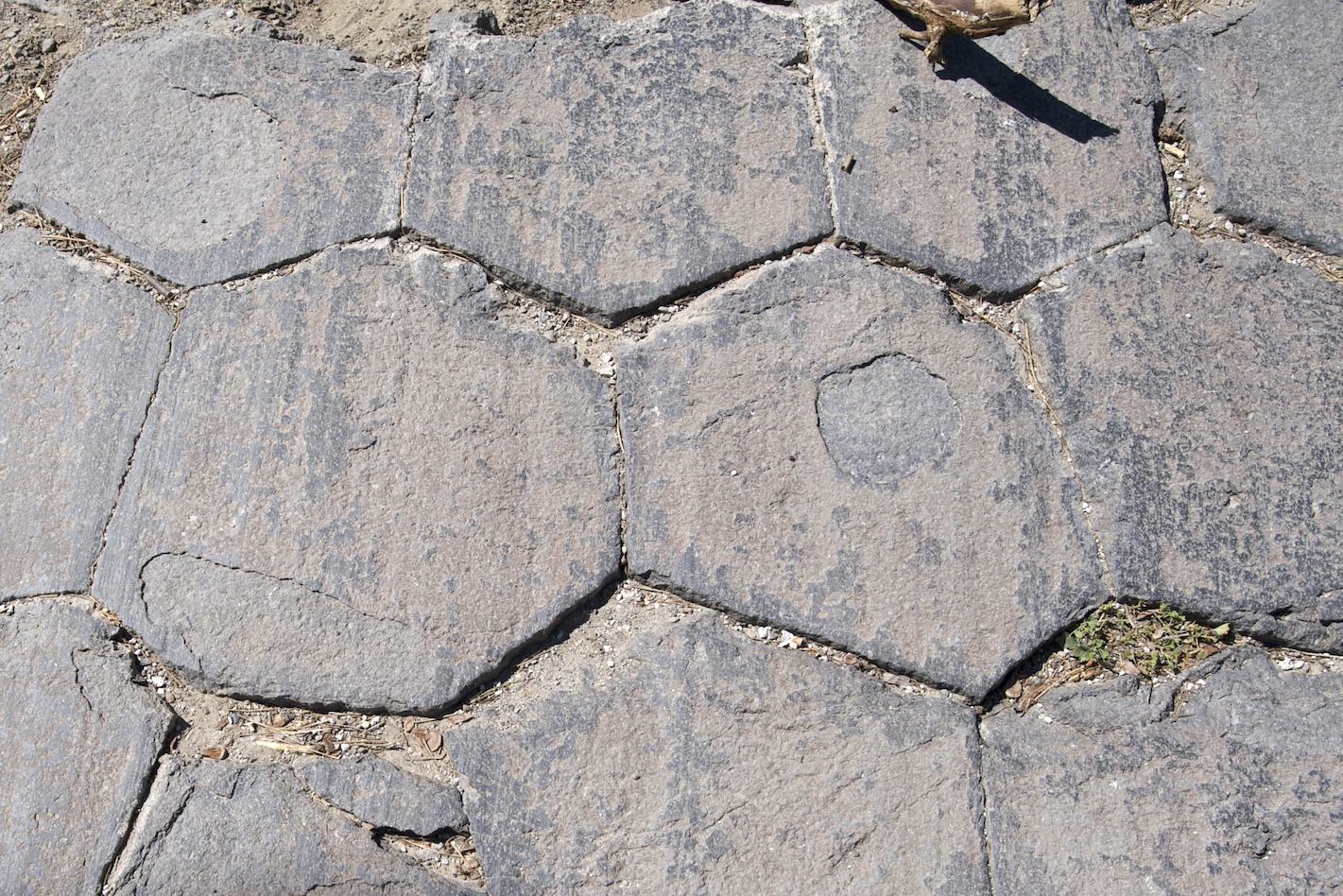
Vista perpendicular als plans de diaclasat. Basalts del Monument Nacional Devils Postpile (Califòrnia). Secció deguda a l'erosió glaciar.

La disjunció columnar és un tipus de diaclasat que es forma per tensions quan la lava o el magma es refreden. Les disjuncions columnars poden formar-se en colades de lava, làmines, dics, intrusions superficials i ignimbrites. Les roques ígnies en què es pot desenvolupar la disjunció columnar són principalment basalts, donant lloc a les conegudes com a columnates basàltiques, però poden tenir qualsevol altra composició com per exemple andesítica, dacítica, riolítica o lamproïtica.